# Naissance en 1397
Naissance
- 1393
- 1394
- 1395
- 1396
- 1397
- 1398
- 1399
- 1400
- 1401

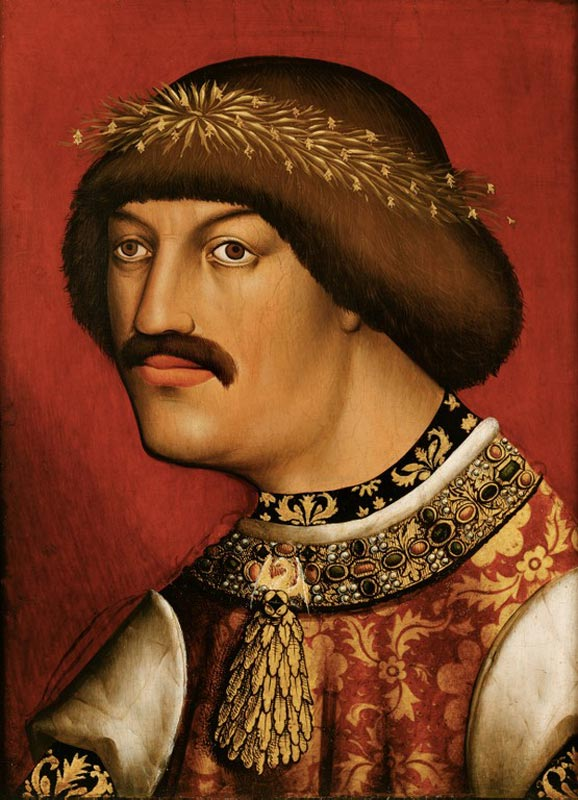
Albert II du Saint-Empire, né en 1397.

Cette page dresse une liste de personnalités nées au cours de l'année 1397  :
- 22 janvier : Louis de Guyenne, dauphin de Viennois  et duc d'Aquitaine.
- 21 février : Isabelle de Portugal, duchesse de Bourgogne.
- 15 mai : Sejong le Grand, roi de la dynastie coréenne Chosŏn.
- 15 juin : Paolo di Dono, dit Paolo Uccello, à Pratovecchio, peintre italien.
- 16 août : Albert II du Saint-Empire, roi de Germanie, duc d'Autriche, roi de Bohême et de Hongrie.

- Borghese di Piero Borghese, ou Pietro Borghese, peintre italien.
- Jean de Kenty, prêtre catholique polonais, théologien et professeur à université Jagellonne.
- Élisabeth de Lorraine-Vaudémont, pionnière du roman en prose en allemand médiéval.
- Juan de Mella, surnommé le cardinal de Zamora, cardinal espagnol.
- Johann Gutenberg, inventeur européen de l'imprimerie (date approximative).
- Ausiàs March, poète et chevalier valencien.
- Nōami, peintre japonais et poète renga au service des  shoguns Ashikaga.
- Paolo Schiavo, ou Paolo di Stefano Badaloni, peintre italien.
- Paolo Toscanelli, ou Paolo dal Pozzo Toscanelli, surnommé Paul le physicien, est un astronome, un cartographe et un médecin florentin.
- Paolo Uccello, ou Paolo di Dono di Paolo, peintre italien.

date incertaine (vers 1397)

## Crédit d'auteurs
- Cet article est partiellement ou en totalité issu de l'article intitulé « 1397 » (voir la liste des auteurs).